# Vince Wilfork
Vincent Lamar Wilfork (4 de noviembre de 1981) es un exjugador de fútbol americano.

## Biografía
Wilfork asistió a Santaluces Community High School en el Condado de Palm Beach, Florida. Allí practicó fútbol americano, lucha colegial y atletismo. En fútbol americano, Wilfork ganó el premio USA Today al Segundo Equipo All-American.
Tras su paso por el instituto, Wilfork se graduó en la Universidad de Miami donde jugó para los Hurricanes. Mientras jugaba al fútbol americano, Wilfork también competía para el equipo de atletismo.

## Carrera

### New England Patriots
Wilfork fue seleccionado por los New England Patriots en la primera ronda (puesto 21) del draft de 2004.
Con los Patriots, Wilfork ha ganado 10 de 11 títulos de división que ha jugado con los Patriots (4 y 6 consecutivos (2004-2007, 2009-2014; en 2008 lo ganaron los Dolphins)), 4 campeonatos de la AFC y ha llegado hasta cuatro Super Bowls (XXXIX, XLII, XLVI y XLIX). Perdió la de 2008 (XLII) y 2012 (XLVI) frente a los New York Giants por 17-14 y 21-17, respectivamente, y ganó la de 2005 (XXXIX) y 2015 (XLIX) frente a los Philadelphia Eagles y Seattle Seahawks por 24-21 y 28-24, respectivamente. Terminó su carrera como Patriota con 16 capturas y 3 intercepciones. Fue nombrado al salón de fama del equipo en 2022.

### Houston Texans
El 6 de marzo de 2015, Wilfork firmó dos años con los Houston Texans.
Se retiró de la NFL en 2017 tras 2 temporadas con Houston después de firmar un contrato de un día con los Patriots nuevamente. 

## Vida personal
Wilfork vive en Franklin, Massachusetts con su esposa Bianca y sus tres hijos (dos niños y una niña). Wilfork tiene la Fundación Vince Wilfork, una organización benéfica que apoya la investigación de la diabetes.
Después de la victoria de los Patriots en el campeonato de la AFC en 2015, Wilfork ayudó a sacar a un conductor de su vehículo después de que éste se volteara. Se dio cuenta de que la camioneta estaba volteada de camino a casa desde el Gillette Stadium, ayudando a un oficial que ya se encontraba en la escena.